# Лескано, Хуан Висенте
Хуа́н Висе́нте Леска́но (исп. Juan Vicente Lezcano López; 5 апреля 1937, Асунсьон — 6 февраля 2012) — парагвайский футболист 1950-60-х годов, защитник, наиболее известный по выступлениям за асунсьонскую «Олимпию» и уругвайский «Пеньяроль».

## Карьера
Хуан Лескано начал профессиональную карьеру футболиста в 1954 году, то есть через год после первой в истории победы сборной Парагвая в международном турнире, чемпионате Южной Америки. Возглавляемая знаменитым Аурелиано Торресом «Олимпия» в конце 1950-х годов не знала себе равных в парагвайском футболе и пять раз подряд становилась чемпионом страны. Лескано был участником всех этих победных кампаний. В 1960 году «Олимпия» стала финалистом первого в истории розыгрыша Кубка Либертадорес. Она уступила в упорной борьбе уругвайскому «Пеньяролю», а сам Лескано в первом финальном матче на Сентенарио заработал удаление и не смог помочь своим партнёрам обыграть «ауринегрос».
Сам соперник по этому финалу отметил игровые качества Лескано и спустя год приобрёл защитника у «Олимпии». С «Пеньяролем» Лескано выиграл 6 чемпионатов Уругвая, в 1962 и 1968 годах доходил до финала Кубка Либертадорес, а в 1966 году, с третьей для игрока попытки, выиграл главный континентальный трофей. Кроме того, Лескано сыграл в одном из матчей Межконтинентального кубка против мадридского «Реала» на стадионе Сантьяго Бернабеу. Противостояние закончилось победой «Пеньяроля» и реваншем за поражение в самом первом розыгрыше 1960 года.
В 1969 году Лескано выступал за аргентинский «Колон», затем на пару сезонов вернулся в «Олимпию», а завершил карьеру игрока в асунсьонском «Ривер Плейте».
Вместе со сборной Парагвая в 1958 году Лескано принял участие в чемпионате мира. В 1959 году играл на чемпионате Южной Америки.

## Титулы и достижения
- Чемпион Уругвая (6): 1961, 1962, 1964, 1965, 1967, 1968
- Чемпион Парагвая (5): 1956, 1957, 1958, 1959, 1960
- Победитель Кубка Либертадорес (1): 1966
- Финалист Кубка Либертадорес (4): 1960, 1962, 1965, 1968
- Обладатель Межконтинентального кубка (1): 1966